# 외아들 (영화)
외아들(一人息子, The Only Son)은 일본에서 제작된 오즈 야스지로 감독의 1936년 드라마 영화이다. 이이다 초코 등이 주연으로 출연하였다.

## 줄거리
영화는 1923년 신슈의 한 농촌 마을에서 시작된다. 과부인 츠네(오츠네) 노노미야(이이다 초코 분)는 외아들 료스케를 부양하기 위해 제사 공장에서 열심히 일한다. 료스케의 담임 교사인 오쿠보(류 지슈 분)가 아들의 초등학교 졸업 후 진학을 권유하자, 그는 가난에도 불구하고 아들의 대학 교육까지 지원하기로 결심한다. 아들은 훌륭한 사람이 되겠다고 약속한다.
13년 후인 1936년, 오츠네는 도쿄에 있는 료스케(히모리 신이치 분)를 방문한다. 그는 현재 야간 학교 교사로 일하며 결혼하여 아들을 두고 있다는 사실을 알게 된다. 며느리 스기코는 친절하고 순종적이지만, 료스케의 직업은 수입이 많지 않다. 료스케와 오츠네는 현재 네 자녀의 아버지이자 돈가스 식당을 운영 중인 오쿠보를 방문한다.
부부는 어머니를 즐겁게 해드리려 노력하지만 돈이 바닥나고 있다. 어느 날 공업 지구로 여행을 간 료스케는 어머니에게 도쿄에서의 성공이 어렵다는 이유로 오지 말았어야 했다고 털어놓으며, 자신이 어머니에게 실망을 안겼다고 말한다. 오츠네는 아들을 꾸짖으며 그의 성공을 위해 모든 것을 포기했다고 말한다.
스기코는 자신의 기모노를 팔아 온 가족이 즐길 수 있는 돈을 마련한다. 하지만 이웃집 아들인 토미보(아오키 토미오 분)가 말에 부상을 입자 료스케는 그를 병원으로 데려간다. 그곳에서 그는 병원비를 내기 위해 토미보의 어머니에게 그들의 돈을 건넨다. 오츠네는 후에 료스케의 이타적인 행동을 칭찬한다.
오츠네는 결국 신슈로 돌아가지만, 떠나기 전 손자를 위해 부부에게 약간의 돈을 준다. 료스케는 아내에게 교사 자격증을 취득하겠다고 약속한다. 신슈로 돌아온 오츠네는 공장의 친구에게 아들이 "훌륭한 사람"이 되었다고 말한다. 하지만 일과 후 공장 뒤편으로 물러나면서 그의 얼굴에는 깊은 슬픔과 고통의 표정이 나타난다.

## 출연

### 주연
- 이이다 초코
- 히모리 신이치

### 조연
- 하야마 마사오
- 츠보우치 요시코
- 요시카와 미츠코
- 류 치슈
- 나니와 토모코
- 바쿠단코조
- 세이노 키요시
- 타카마츠 에이코
- 카토 세이이치
- 코지마 카즈오
- 아오키 토미오

## 제작진
- 원작자: 오즈 야스지로
- 미술: 하마다 타츠오